# Dammartin-en-Goële
Dammartin-en-Goële je francouzská obec v departementu Seine-et-Marne v regionu Île-de-France. V roce 2012 zde žilo 8 464 obyvatel.

## Sousední obce
Ève (Oise), Longperrier, Othis, Rouvres, Saint-Mard, Thieux, Villeneuve-sous-Dammartin

## Vývoj počtu obyvatel
Počet obyvatel 